# Araphant
Araphant (que se traduce como «rey de todos» del sindarin) es un personaje ficticio que forma parte del legendarium creado por el escritor británico J. R. R. Tolkien y cuya historia es narrada en los apéndices de la novela El Señor de los Anillos. Es un dúnadan, hijo de Araval y decimocuarto soberano del reino de Arthedain. 

## Historia
Nacido en el año 1789 de la Tercera Edad del Sol. Su hijo nació en el año 1864 TE y Malbeth el Vidente predijo que sería el último Rey de Arthedain, y aconsejó a Araphant que le llamara Arvedui, que significa "Último Rey" en sindarin. 
En el año 1891 T. E., su padre murió y Araphant ocupó el trono, convirtiéndose en el décimo cuarto Rey de Arthedain. Debido a que el poder del Reino de Angmar crecía, Araphant restableció las comunicaciones con Gondor e intentó renovar la antigua alianza con el Reino del Sur casando a su hijo Arvedui con Fíriel, la hija del rey Ondoher. Sin embargo, en esa misma época, Gondor estaba en plena guerra con los Aurigas y no envió demasiada ayuda a Araphant, que se las tuvo que arreglar solo para defender su reino de los ataques del Rey Brujo. 
El Rey Ondoher y sus hijos, Artamir y Faramir, cayeron en la Batalla del Campamento, librada en el año 1944 T. E. y Gondor se quedó aparentemente sin ningún pretendiente masculino al trono. Así que el hijo de Araphant, Arvedui, reclamó la corona en nombre de su esposa Fíriel, además de por ser descendiente de Elendil, pero el Consejo de Gondor se negó y se la entregaron a Eärnil, que era el descendiente más directo.
Araphant murió en el año 1964 T. E., siendo sucedido por Arvedui.